# Архитектурная композиция

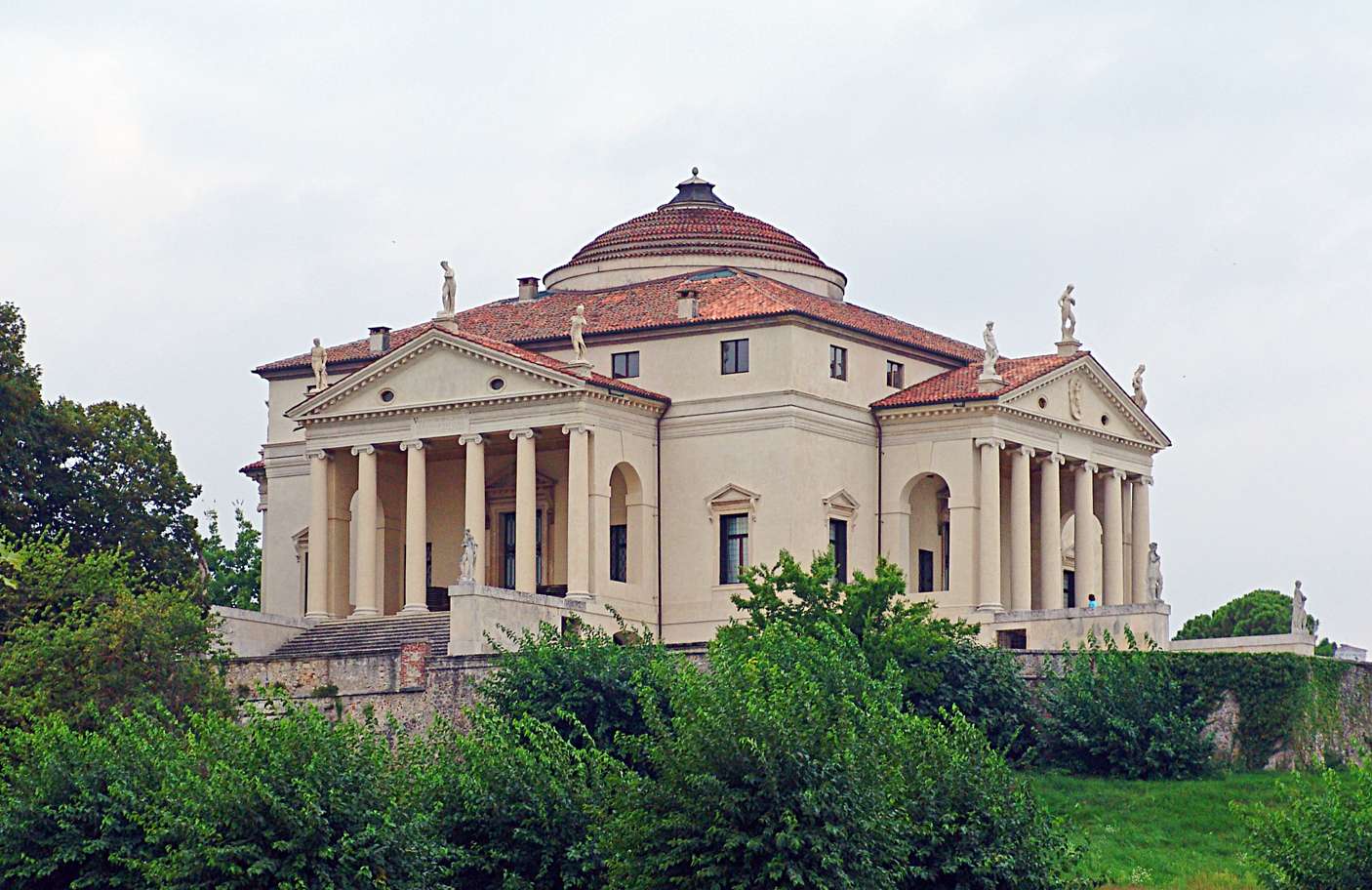
Вилла Капра в Виченце. Архитектор Андреа Палладио. Общий вид

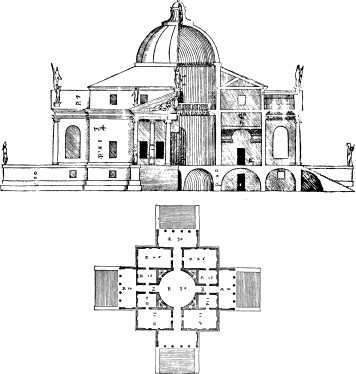
Вилла Капра в Виченце. Архитектор Андреа Палладио. Фасад. Разрез. План

Архитектурная композиция — способ организации архитектурных элементов с целью достижения общего единства и гармоничности . Композиция в архитектуре представляет собой содержательно-формальную целостность всех элементов, возникающую в результате художественно-образного переосмысления строительной конструкции. Наилучший пример: архитектурный ордер, который является образным переосмыслением тектонических закономерностей не только стоечно-балочной, но и любой конструктивной системы, придающей сооружению необходимую устойчивость и прочность . Именно этим архитектура как вид художественного творчества отличается от всех разновидностей инженерно-конструктивной (дизайн) и строительной деятельности  .

## Внутренняя структура и виды архитектурной композиции
Само понятие композиции предполагает внутреннюю организованность, которая проявляется на нескольких иерархически связанных содержательно-формальных уровнях. В основе архитектурной композиции лежит то или иное пространственное и тектоническое образование, предполагающее завершённую целостность (первичность целого в отношении частей)всех элементов согласно следующим основным принципам:
– неаддитивность (несводимость свойств композиции к простой сумме составляющих частей);
– структурность (определенность необходимых и достаточных элементов для функционирования сооружения, наличие координационных и субординационных связей между ними);
– иерархичность (соподчиненность элементов по смыслу);
– вариативность (архитектурные композиции бывают изолированные, замкнутые, открытые, но все они тем или иным способом изменяются и развиваются).
Конкретную композиционную структуру и внешнюю форму архитектурного сооружения определяют идея (замысел), функции, художественный образ, эстетические качества формы, материал, средства и технические приёмы. По определению А. И. Некрасова, не камень или дерево, а пространство и время являются материалом искусства архитектуры. В результате действий архитектора «само пространство, и объем, и масса воспринимаются как-то специфически», и это является «существом архитектуры»  . Художественный образ пространства составляет смысл искусства архитектуры. Пространство, таким образом, выступает в качестве художественного материала, а массы, объемы, плоскости, линии, его ограничивающие, – в качестве формы. Композиционные средства – общие для всех видов архитектонически-изобразительных искусств: метр-ритм, отношения-пропорции, симметрия-направленность.
Идеями архитектурной композиции, исходя из специфики творчества в архитектурных формах (предельного абстрагирования художественного языка), следует называть наиболее общие мысленные категории. Например: идея возвышения (греч. hypsoma, лат. culminatio, нем. Erhöhung), идея равновесия (лат. ponderatio), идея напряжения (греч. entase, лат. intentio), умиротворения (лат. pacificatio), завершенности, или целостности (греч. teleia, лат. integritas). При этом во всех модификациях архитектурных форм сохраняются скрытые инварианты (постоянные архетипы мышления). Каждой идее соответствует определенный архетип: вертикаль, крест или квадрат, треугольник, горизонталь, окружность. Количество таких архетипов, иначе называемых модусами (лат. modus, итал. modo – «образец, образ действия, способ»), ограничено, но их сочетания рождают бесконечную вариативность. Основные функции – общие для всех видов архитектонических искусств (архитектуры, декоративно-прикладного искусства и дизайна): утилитарная, эстетическая, художественно-образная.
Особенности переживания архитектурного пространства исторически породили два типа архитектурной композиции, связанные с разрешением двух идей: движения и пребывания в пространстве. Первый тип проявился в архитектуре древнеегипетского храма – аллеях сфинксов, чередующихся открытых дворов и закрытых залов, рассчитанных на движение религиозных процессий. К этому же типу относятся христианские базилики романского и готического периодов. Второй тип композиции связан с архитектурой древнегреческого храма, византийской церкви центрического, крестово-купольного плана, многими постройками эпохи Возрождения и европейского классицизма. В архитектуре стиля барокко сливались обе тенденции. Соответственно двум основным типам архитектурного пространства формировались два основных способа формообразования. Более статичный, декорационный, подход (лат. in-additio – «в прибавление») отвечает требованиям репрезентативности, парадности, но он имеет ограниченные возможности. Свободное, динамичное развертывание архитектурного пространства (лат. in-divisio – «разделением») господствовало в эпоху барокко XVII-XVIII веков .
Типология архетипов и модусов искусства архитектуры связана также с жанровой определенностью композиций. Жанром (франц. genre, от лат. genus, generis – «род, вид, племя, поколение») именуют общность художественных произведений, складывающуюся в процессе исторического развития искусства на основе их самоопределения по предметному смыслу. Различные закономерности формообразования и типы композиций характеризуют жилую, административную, промышленную, музейную, выставочную и иную архитектуру.
Выбор того или иного композиционного решения диктуется не только эстетическими или художественными принципами, а определяется всей совокупностью требований к архитектурному сооружению — функциональных, экономических, эргономических и социально-коммуникативных, а также конкретными возможностями и условиями: природными факторами, технологией строительства, требованиями заказчиков . Архитектурная форма определяется в основном способом формообразования, зависящим от материально-технических и эстетических условий; в любом случае архитектурная форма сохраняет свои объективные свойства. Субъективно характер формы может меняться в зависимости от условий зрительного восприятия.
Объёмная композиция
Объёмная композиция определяется объёмным  построением формы, которое в данном случае является доминирующим.
Пространственная композиция
Пространственная композиция соответствует пространственному формообразованию, полностью или частично ограждённому пространству. В простейшем случае это единое внутреннее пространство, как, например, комната, зал, крытая арена.
Глубинно-пространственная композиция
Дальнейшее развитие пространственной композиции осуществляется путём частичного объединения ряда пространств или же расчленения единого пространства на отдельные взаимосвязанные части. Такое построение способствует возникновению при зрительном восприятии ощущения известной глубины. Наличие элементов глубинности в пространственном построении приводит к понятию глубинно-пространственной композиции, простейшим примером которой может служить анфиладное расположение смежных помещений. Естественно, что понятие глубинно-пространственной композиции не ограничивается внутренним пространством, а относится и к внешним, частично ограниченным пространствам.
Объёмно-пространственная композиция
Сочетание объёмных форм с пространственными элементами является основой построения различных видов объёмно-пространственной композиции. Простейший пример такой композиции — здание, П-образное в плане. Здесь пространство открытого двора сочетается с окружающими его объёмами. Здание с портиком даёт сочетание объёма с пространством портика.
Фронтальная композиция
Разновидностью подобного построения является фронтальная композиция, развёрнутая фронтально к главной точке зрения. Характерным её признаком является построение архитектурно-пространственной формы по двум координатам: вертикальной и горизонтальной; построение в глубину имеет подчинённое значение. Однако это условие весьма ограничительно. Характерной особенностью фронтальной композиции является аспект восприятия, а не объективные свойства формы; фронтальностью могут обладать и здания объёмной структуры.
Высотная композиция
Высотная композиция определяется преобладанием размера высоты формы над её размерами в плане. В архитектуре прошлых веков подчеркивается делением на ярусы, с увлечением высоты массивность ярусов убывает.

## Средства композиции
К основным средствам архитектурной композиции относятся пропорции, ритм, контраст, нюанс, симметрия, асимметрия . Начальные сведения о средствах и приёмах искусства архитектуры изложены в знаменитом трактате древнеримского зодчего Витрувия «Десять книг об архитектуре». В главном они не изменились до настоящего времени.
Пропорции — одно из важнейших средств достижения гармонической целостности композиции архитектурного сооружения. В отличие от понятия "отношения"  термином "пропорция" мы обозначаем равенство двух или более отношений величин. Оптимальное выражение пропорциональной целостности именуют "золотым сечением". Геометрический способ построения "золотой пропорции" был открыт древними египтянами ("египетский священный треугольник" и "египетская система диагоналей"), усовершенствован в античности пифагорейцами и в эпоху итальянского Возрождения Л. Пачоли. В последующее время использовали графический "способ архитекторов" и связанное с ним "правило прямого угла" (по А. Палладио и Ле Корбюзье). Пропорции в архитектуре связаны с пропорциями, анатомией и динамикой тела человека: антропометрией, эргономикой, психологией поведения и трудовых процессов. Эти аспекты инженерно-конструктивного проектирования и архитектурного конструирования разрабатываются технической эстетикой, а в процессе подготовки архитектора - в рамках пропедевтического и специальных учебных курсов .
Масштабность — определение всех параметров сооружения (высотных, горизонтальных, отношений масс, целого и деталей) по отношению к среднему росту человека.
Ритм — чередование соизмеримых элементов с закономерной частотой и акцентацией. Ритм и метр (равномерная последовательность элементов) образуют единую метро-ритмическую структуру, которая в процессе обучения или реального проектирования отрабатывается на модулях, в том числе методами компьютерного моделирования пространственных ситуаций .
Контраст — резкое противопоставление качеств объекта: линий, объемов, масс, пространств, вертикалей и горизонталей .
Нюанс — минимальное различие. Методика нюансировки композиционных связей и отношений заключается в нахождении требуемого гармоничного равновесия между контрастом и нюансом. Полное совпадение, идентичность, тождество элементов противоречит самому понятию композиции .
Симметрия — соответствие  расположения частей относительно центра или оси симметрии. Это одно из самых сильных композиционных средств, обеспечивающее зрительное впечатление статичности, устойчивости, прочности сооружения. По этой причине близко понятию тектоничности. 
Асимметрия — понятие, противоположное симметрии, создает динамическое развитие композиции. Сочетание симметрии и асимметрии влияет на баланс гармонии и равновесия . Разновидности симметричных и асимметричных структур — динамическая симметрия, диссимметрия, фрактальная композиция .
Другим важным средством композиции можно назвать принцип соподчиненности масс, вытекающий из геометрических особенностей архитектурных объёмов. Все элементы композиции призваны создавать впечатление закономерной целостности, когда отсутствуют случайности, а сама форма образует гармоничное единство всех элементов .